# Seanovo, Silistra
Seanovo (în bulgară Сяново, în română Senova) este un sat în comuna Tutrakan, regiunea Silistra, Dobrogea de Sud, Bulgaria. 
Între anii 1913-1940 a făcut parte din plasa Turtucaia a județului Durostor, România.

## Demografie
Componența etnică a satului Seanovo
     Turci (5,33%)
     Bulgari (93,33%)
     Nicio identificare (1,33%)
     Altele (0%)
La recensământul din 2011, populația satului Seanovo era de 75 locuitori. Din punct de vedere etnic, majoritatea locuitorilor (93,33%) erau bulgari, cu o minoritate de turci (5,33%). Pentru 1,33% din locuitori nu este cunoscută apartenența etnică.